# Evert Wasastjerna
Evert Edelfrid Wasastjerna, född 23 februari 1833 i Malax, död 20 maj 1930 i Helsingfors, var en finländsk ingenjör och ämbetsman. 
Wasastjerna blev filosofie kandidat 1853 och var ursprungligen verksam som lärare vid ett läroverk i Helsingfors. Han blev dock avstängd från Helsingfors universitet under ett halvår på grund av sitt deltagande i den så kallade Tölömiddagen 1855 och inriktade sig därefter på den tekniska banan. Han blev arbetschef vid Finlands första järnväg, Tavastehusbanan, 1857 och verkade även som arbetschef på ett avsnitt vid Riihimäki–Sankt Petersburg-banan, där han blev bandirektör 1870. Han var ledamot av Järnvägsstyrelsen 1877–1898 och tilldelades även ett stort antal statliga kommittéuppdrag.